# Musée maritime de La Rochelle
Le Musée maritime de La Rochelle (Charente-Maritime, France) est un musée à flot, situé dans le bassin des chalutiers du Vieux-Port. Trois navires sont visitables. A terre, le musée est complété par deux parties qui accueillent les expositions permanentes et temporaires.
Sa collection comporte, entre autres, neuf navires, dont 8 sont classés monuments historiques.
Avec l'aide de L’Association des amis du Musée maritime de La Rochelle , le musée conserve une quarantaine de voiliers de Petite Plaisance et fait naviguer deux voiliers légendaires de sa collection patrimoniale: Damien et Joshua.

## Flotte patrimoniale

### France I
La frégate France I fait l’objet d’un classement au titre des monuments historiques depuis le 24 février 2004.
Ce navire, ayant servi de navire météorologique, est le fleuron du Musée maritime, où il est exposé depuis 1988, et dont il est la première acquisition.
Lancé en 1958 le NMS (Navire Météorologique Stationnaire) FRANCE I fut construit au Havres, aux Chantiers de la Méditerranée. Il était basé au port de La Rochelle - La Pallice, et opéra sa première campagne en mars 1959. Le France I a assuré ses missions pendant 27 années. L'objectif principal était la collecte de données météorologiques et ce jusqu'à l'entrée en service des satellites météorologiques en 1985.
De 1959 à 1975, le navire assurait ses stations aux points Kilo, Lima et Alpha, et assistait la navigation aérienne transatlantique, dans le cadre de l'Organisation de l'Aviation Civile Internationale. En 1976, c'est l'Organisation Météorologique Mondiale qui donne un nouveau cadre aux Navires Météorologiques stationnaires. Les points sont modifiés : le France 1 devait alors assurer la station au point géostationnaire R (ou Roméo, 47°N-17°O), pour y assurer les engagements de Météo-France pour la veille météorologique mondiale en mer jusqu'en 1985. 
La mise en place de bouées météorologiques permanentes et l'entrée en service des satellites météorologiques a graduellement sonné le glas pour ce type de mission.

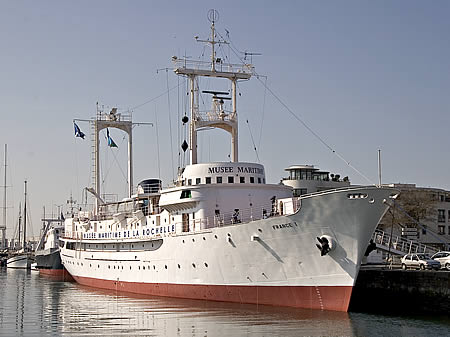
La frégate météorologique France I à quai.
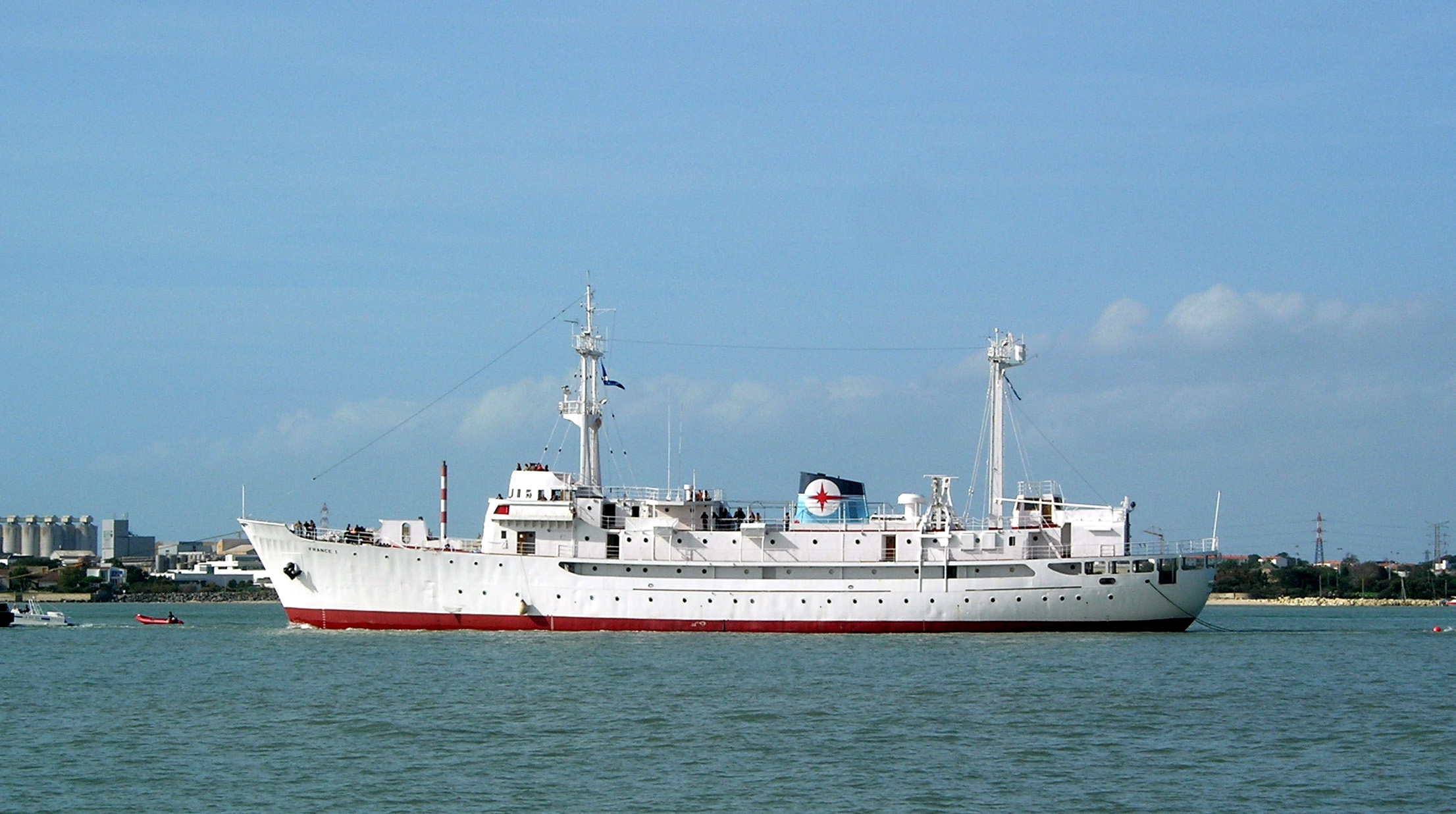
La frégate remorquée pour son carénage (oct. 2026)
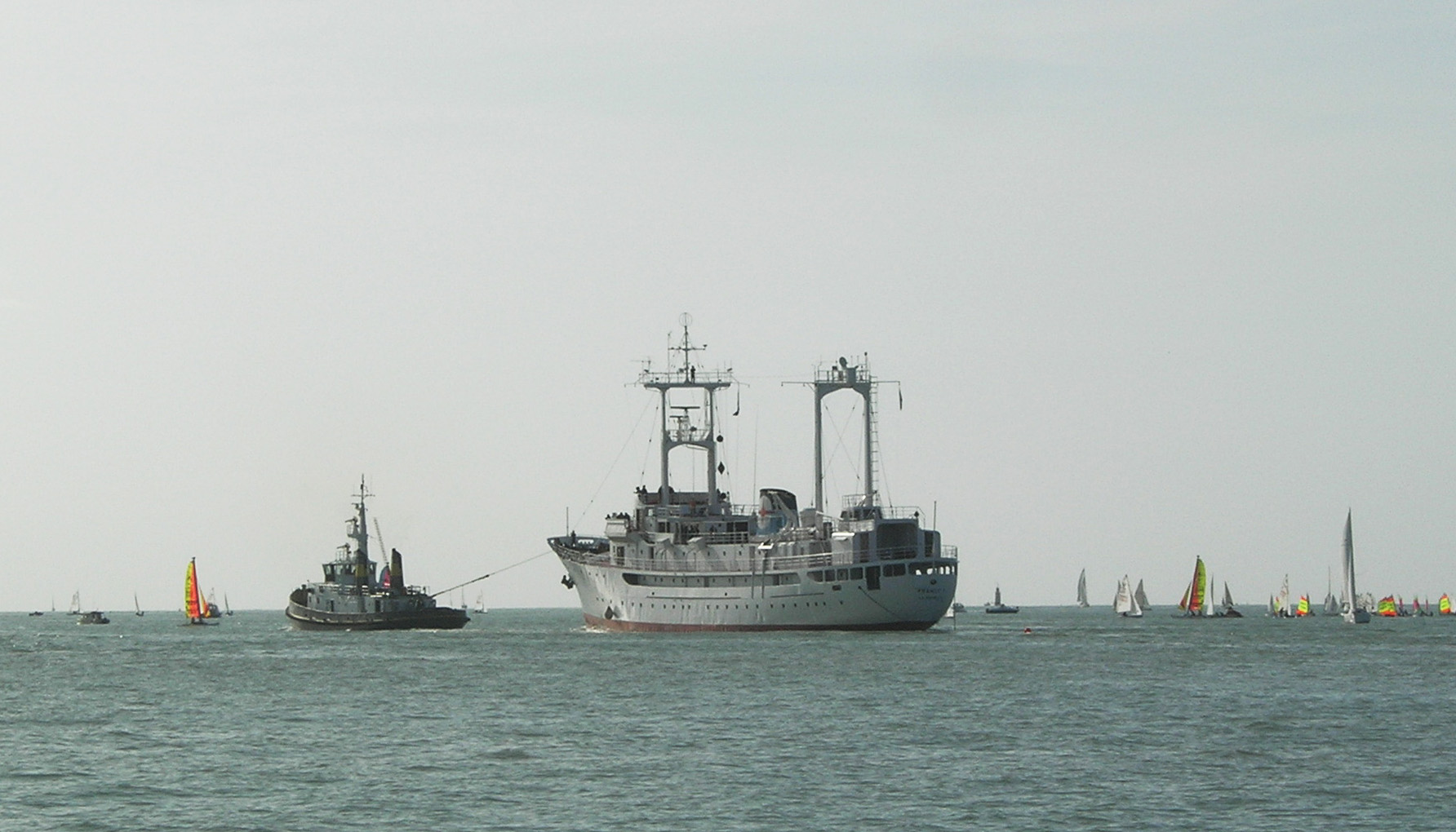
La frégate remorquée pour son carénage (oct. 2026)
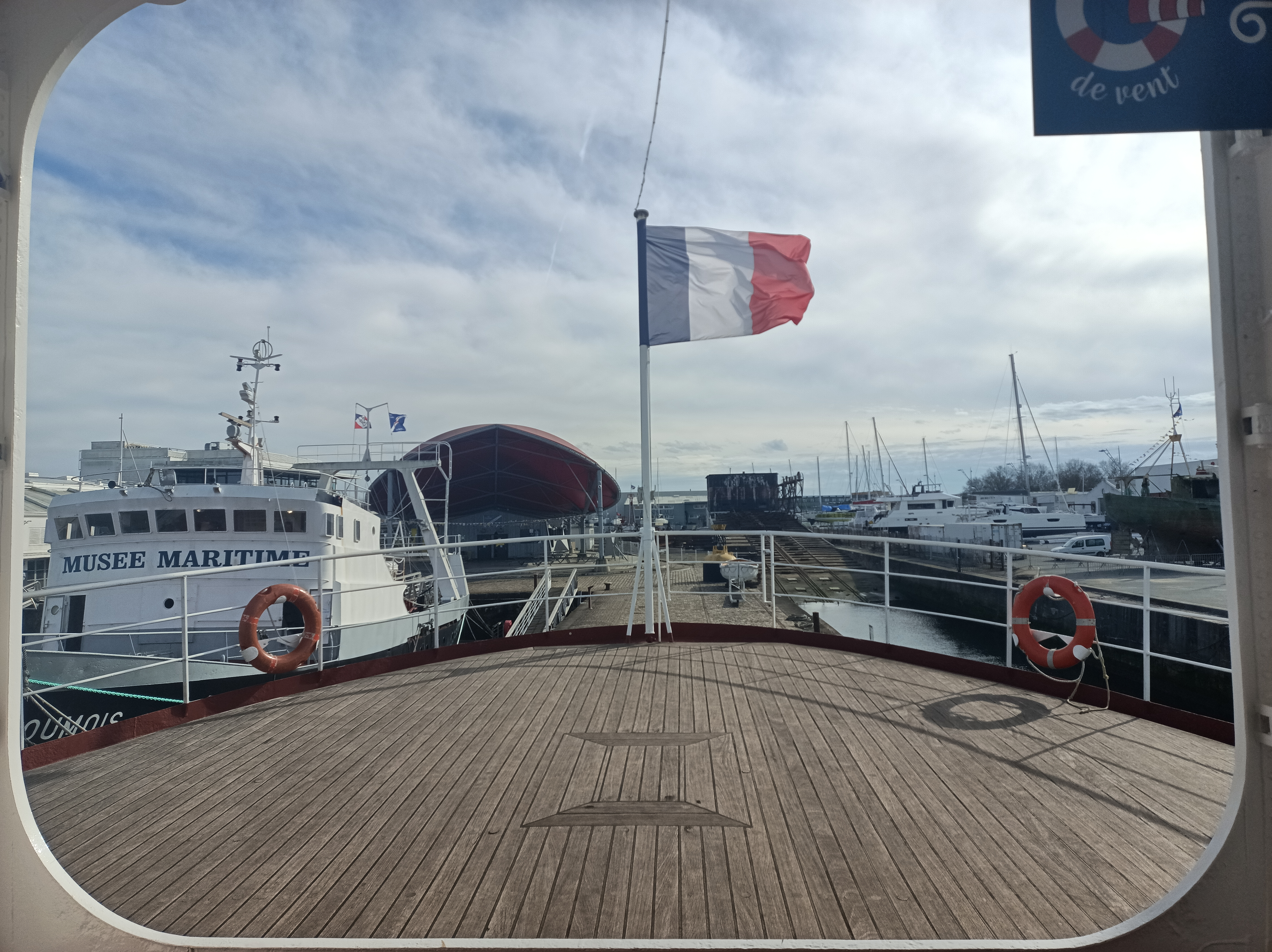
Vue du pont.

L'intérieur du navire est propice à la visite, avec de nombreux éléments immersifs.

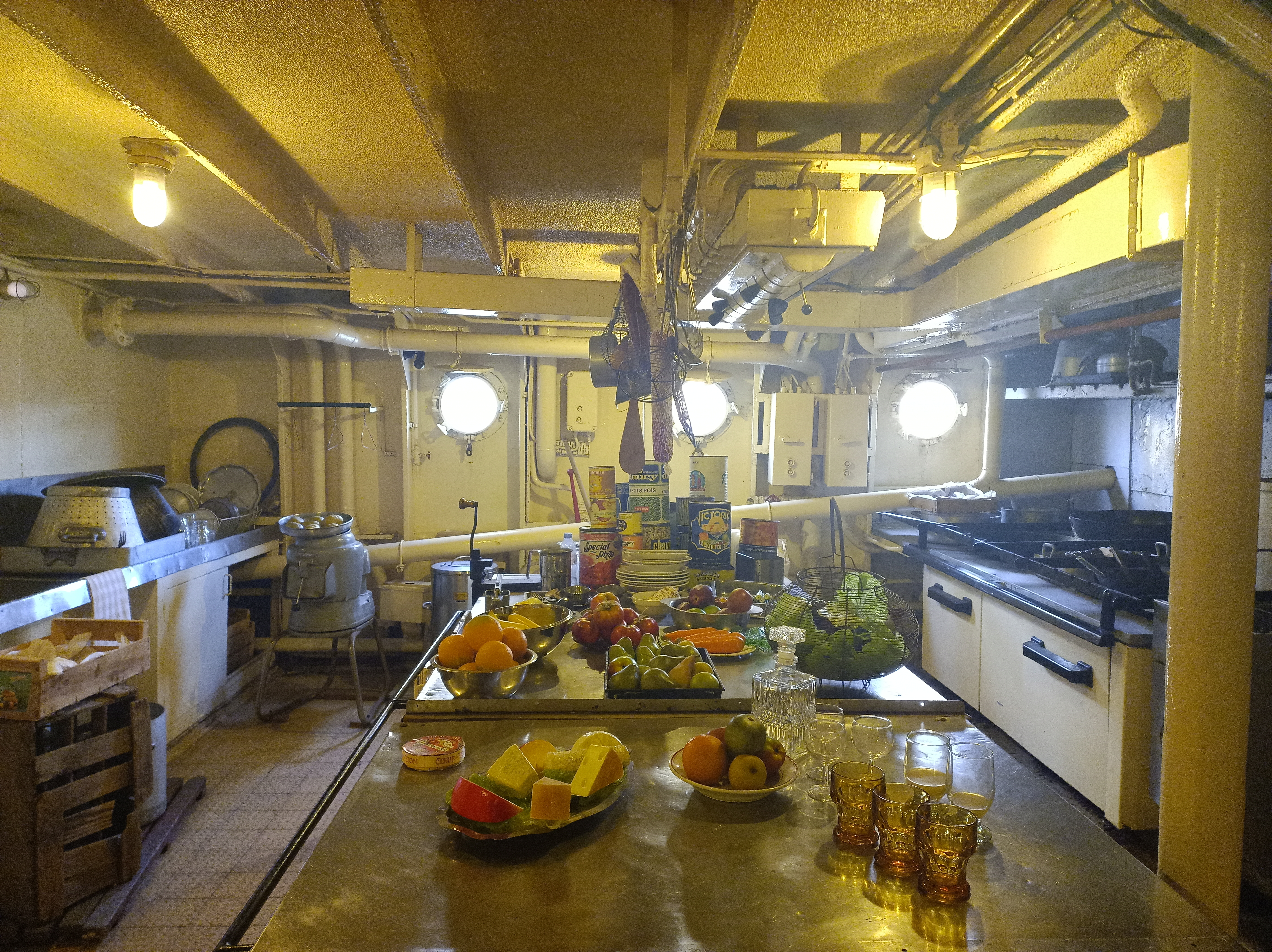
Reconstitution de cuisine.
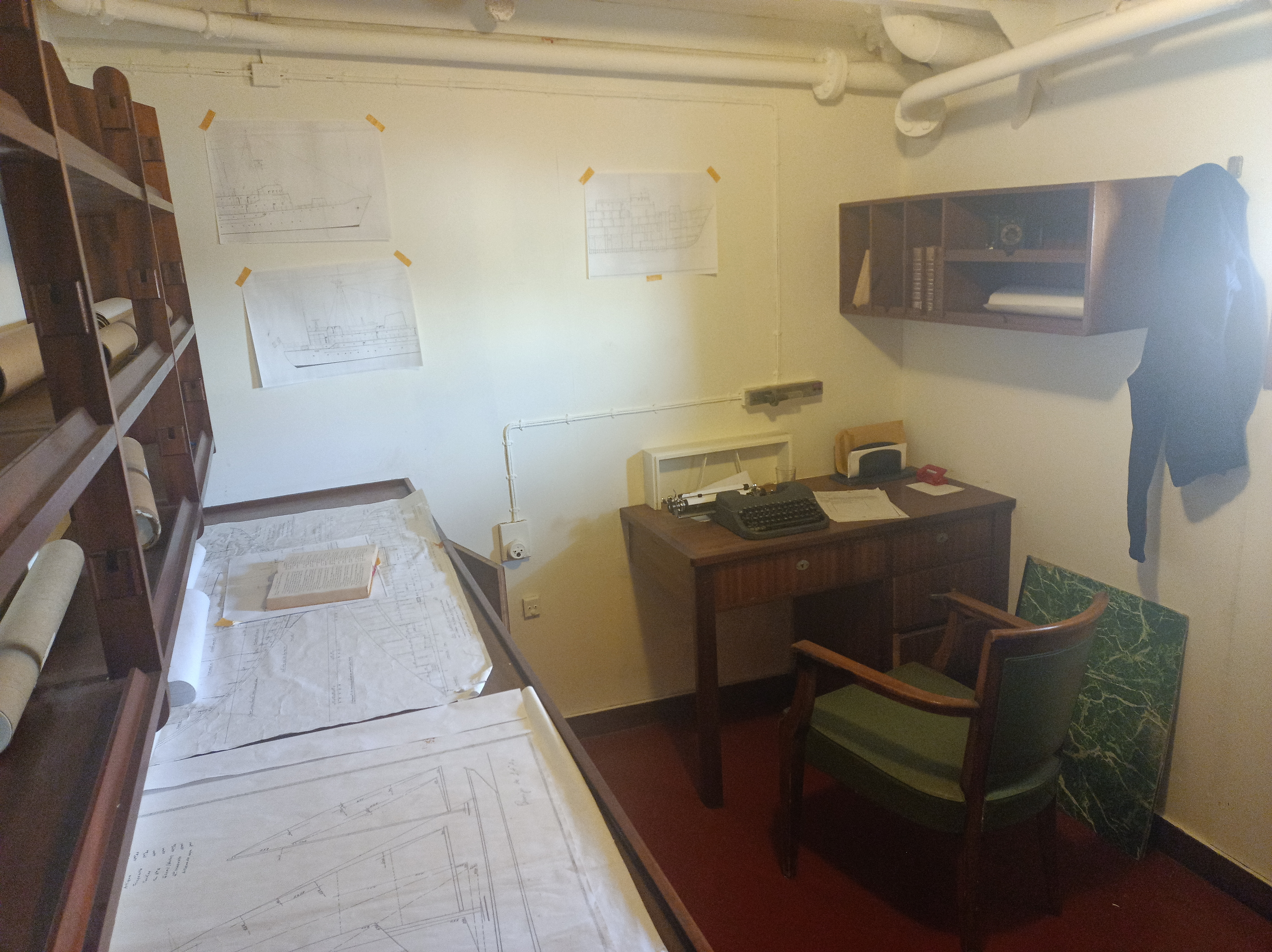
Reconstitution de bureau.
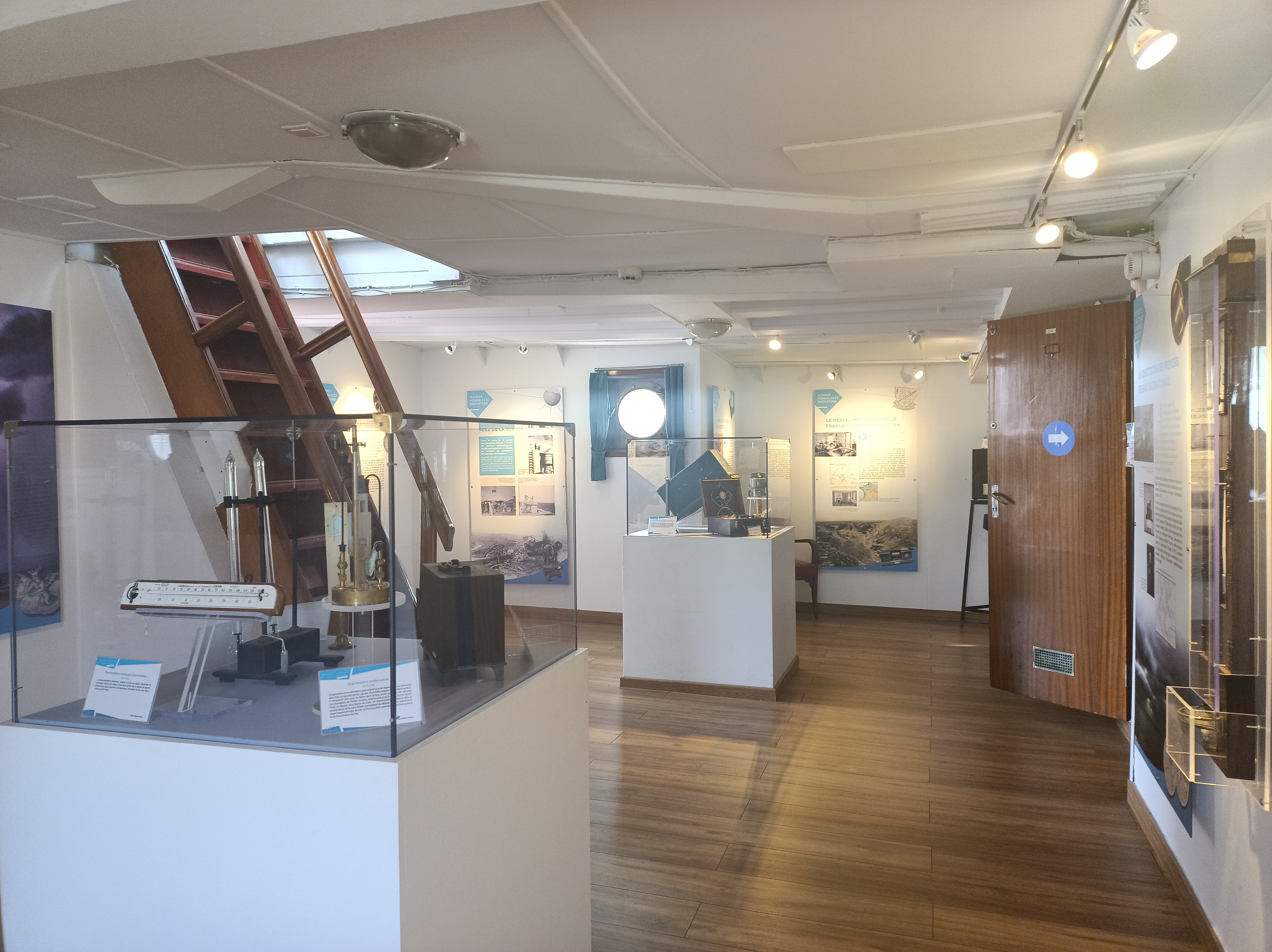
Exposition de matériel.

Outre sa mission d'observation météorologique, Le France I assurait également d'autres fonctions :
- aide à la navigation aérienne
- assistance aux navires et personnes en danger.

- analyses hydrologiques ;
- observations ornithologiques ;
- observations marines ;
- instruction des élèves de l'école de la météorologie ;

Le 31 décembre 1985, au terme de sa dernière mission, il rallie le port de la Pallice pour faire un passage en cale sèche avant de rejoindre le Musée maritime. Lors de son entrée au Musée maritime, le 19 juin 1988, plus de 15 000 personnes sont présentes sur les quais.

### Angoumois

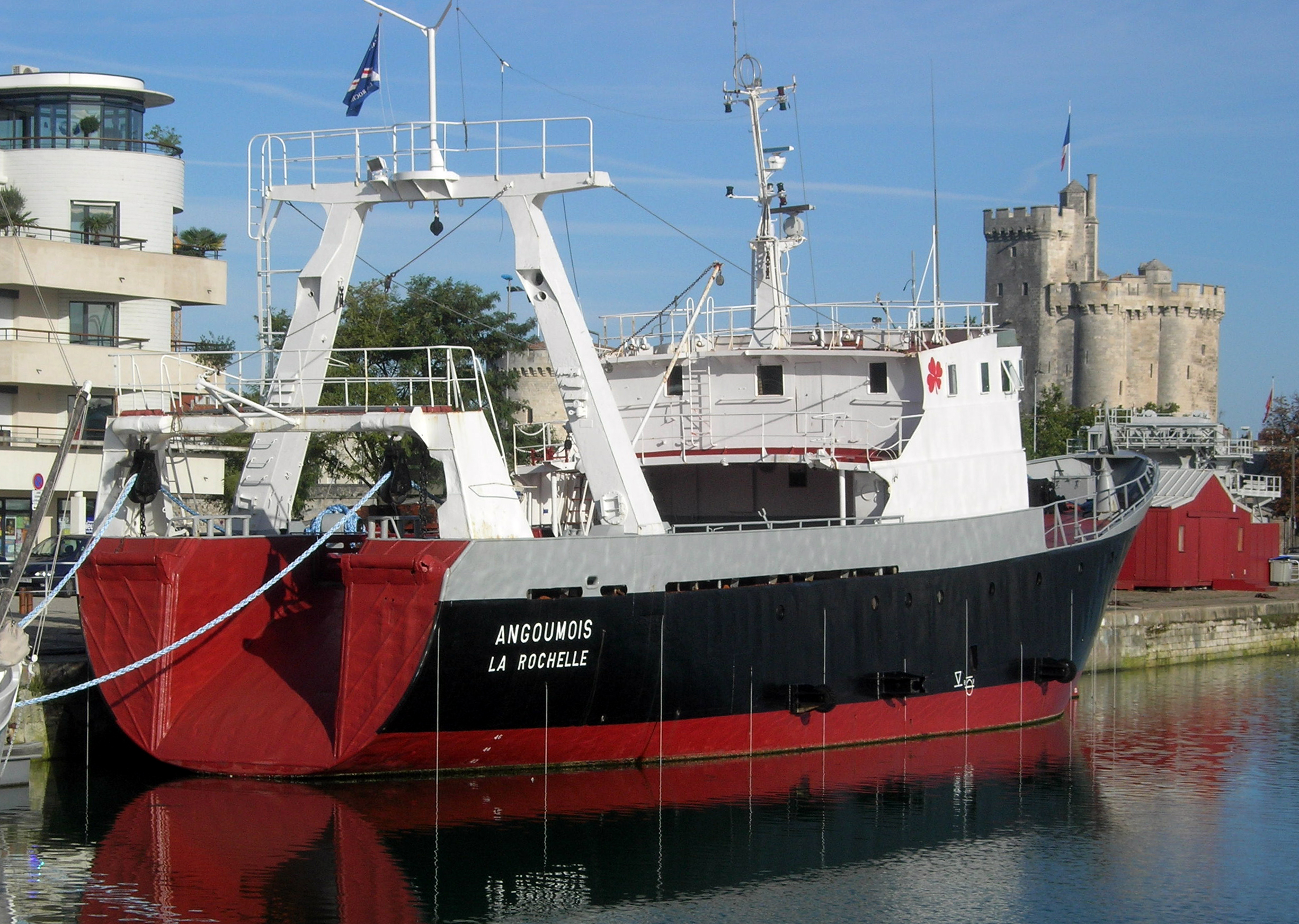
L’Angoumois (châlutier), un chalutier de pêche arrière.

L’Angoumois est un ancien chalutier de pêche arrière, construit à Dieppe par les Ateliers et chantiers de la Manche (ACM). Exploité par la SARMA, le dernier armateur industriel de La Rochelle, c'était l'un des trois derniers chalutiers industriels de 38 mètres encore en service en 1991.

Retiré du service en 1992 à la suite d'une panne de moteur, après 23 années de service, il est alors menacé de ferraillement. La SARMA en fait don au Musée maritime.
L'Angoumois fait l’objet d’un classement au titre des monuments historiques depuis le 6 septembre 1993.

Du 12 au 13 juillet 2012, L'Angoumois est victime d'un incendie à quai,. Restauré, son pont et sa passerelle de navigation sont de nouveau visitables. 

### Joshua

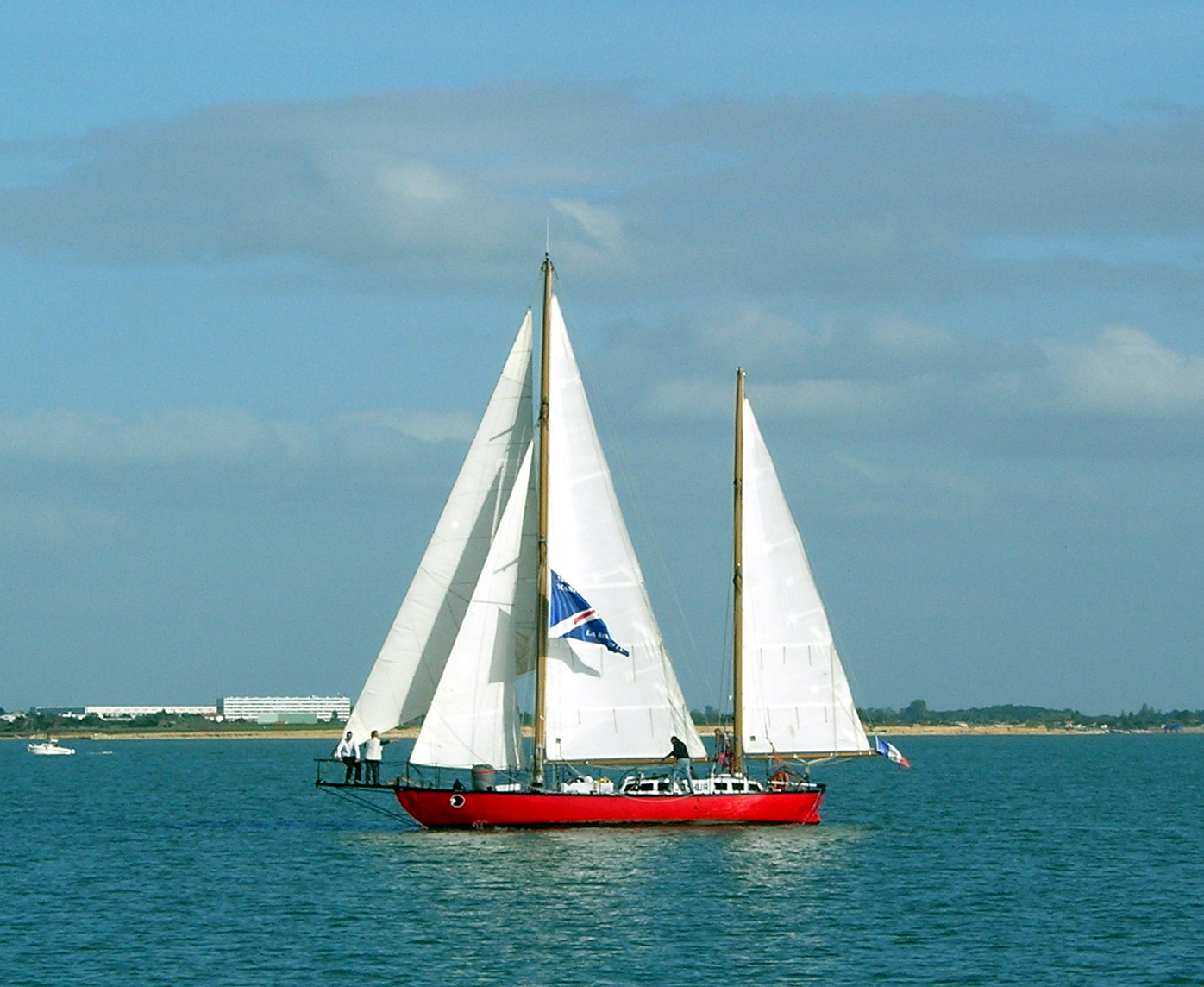
Le Joshua, célèbre ketch rouge de Bernard Moitessier.

Le Joshua est un ketch construit en 1962, et nommé ainsi en l'honneur de Joshua Slocum. C'est à son bord que Bernard Moitessier a été le premier navigateur à accomplir, entre 1968 et 1969, un tour du monde et demi en solitaire.
Le Joshua fait l’objet d’un classement au titre des monuments historiques depuis le 6 septembre 1993.
Le 8 décembre 1982, au Mexique, le Joshua, pris dans un cyclone tropical, est arraché de son mouillage et jeté à la côte. Fortement endommagé, Bernard Moitessier se voit forcé de l'abandonner à de jeunes américains qui après deux ans de travaux acharnés vont parvenir à le refaire naviguer. En 1984, ils le revendent à Johanna Slee, une américaine, qui découvrant l'histoire du bateau en 1989, œuvre alors à ramener le bateau mythique à La Rochelle. En septembre 1990, après avoir transité dans les cales d'un cargo, le Joshua fait une entrée triomphale au Grand Pavois, avec à son bord Bernard Moitessier.
L’Association des amis du Musée maritime de La Rochelle fait naviguer Joshua environ cent cinquante jours par an notamment lors des grandes manifestations nautiques mais aussi au service de ses adhérents.

### Saint-Gilles

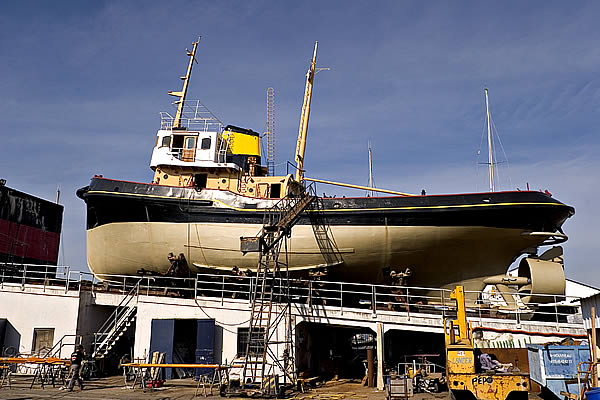
Le remorqueur Saint Gilles.

Le Saint-Gilles est un remorqueur de port, apte aussi à la navigation côtière. Il a été construit en 1958 aux Ateliers et Chantiers de La Rochelle - Pallice (ACRP).

Désarmé en 1989, il a été confié au Musée maritime pour sa conservation, étant le dernier remorqueur français à moteur réversible
Le Saint Gilles, fait l’objet d’un classement au titre des monuments historiques depuis le 17 juillet 1995.
Le Saint-Gilles a le label BIP (Bateau d'Intérêt Patrimonial) de la Fondation du patrimoine maritime et fluvial.

### Manuel Joël
Manuel Joël fait l’objet d’un classement au titre des monuments historiques depuis le 22 septembre 1994.
Le Manuel Joël est un chalutier de pêche latérale, construit en 1954 par les chantiers de l'Union Sablaise à La Rochelle.

### Capitaine de Frégate Leverger

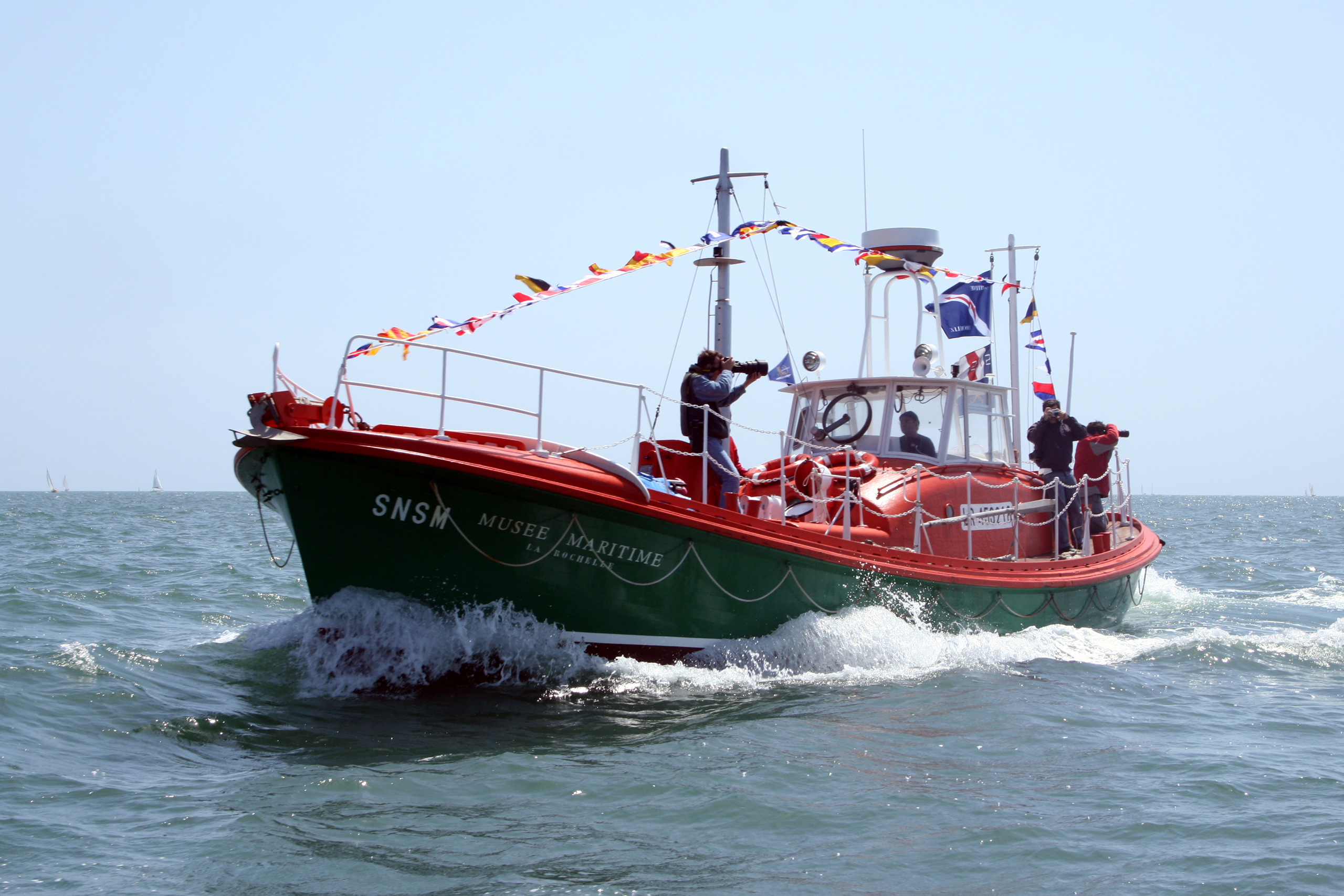
Le Capitaine de frégate Leverger.

Canot de sauvetage tous temps construit en 1954 chez Lemaistre à Fécamp pour la SNSM, affecté à la station du Cap Ferret, désaffecté en 1991.

 Il est désormais labellisé bateau d'intérêt patrimonial (BIP) par la FPMF
.

### Amiral Duperré
Canot major de l'ex escorteur d'escadre Duperré-D633.

### Damien
Le Damien est le bateau avec lequel Gérard Janichon et Jérôme Poncet accomplirent un remarquable tour du monde de 1969 à 1973, qui les mena du Spitzberg jusqu'en Antarctique via la remontée du fleuve Amazone.

### TD6
La drague TD6, bateau-drague fait l’objet d’un classement au titre des monuments historiques depuis le 6 novembre 1992.
TD6 est une drague à godets construite en 1906, aux chantiers de La Loire (Nantes). À l'origine elle était destinée pour l'estuaire de la Loire.

## Évolution du musée

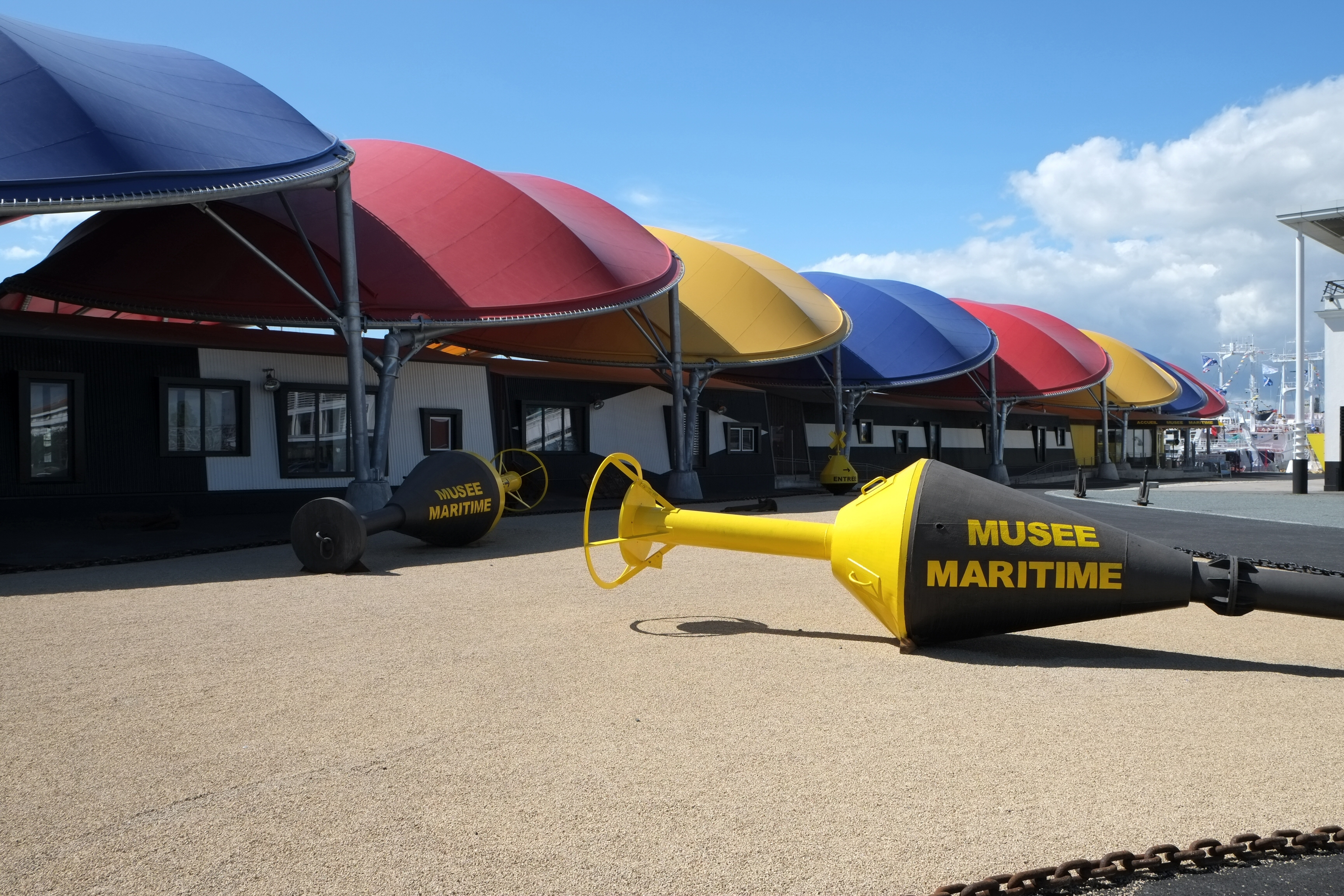
La galerie des pavillons.

Lancé en 1988 par Patrick Shnepp, le musée a d'abord été associatif avant de devenir un établissement public en rejoignant les musées municipaux de la Ville de La Rochelle.
En 2015, le Musée maritime met un pied à terre en déployant la nouvelle Galerie des pavillons, ensemble de bâtiments facilement repérables grâce aux 10 grandes toiles de couleurs vives (jaune, bleu et rouge) en forme de spinnakers (voiles d'avant) qui les recouvrent. Cette extension du musée est destinée à présenter au public « La Rochelle née de la mer » ou comment de l'antique port de Rupella à nos jour, La Rochelle a évolué. Le musée investit aussi le grand hall de l'ancien encan pour y présenter la collection de voiliers de Petite Plaisance et les expositions temporaires.
À partir de 2019, le musée y présente la grande exposition « Climat-Océan », renouvelée et mise à jour en 2023. Conçue avec le Museum d'histoires naturelles de La Rochelle et s'appuyant sur un comité scientifique, l'exposition présente les liens entre la mécanique du climat et l'Océan, poumon bleu de notre planète. « Climat-Océan » fut complété par d'autres expositions temporaires et photographiques: « Sad Sand » (Yves Salaün, en 2020), « Allons voir la mer » avec Doisneau (Robert Doisneau, en 2021) et « La Mer » (Arthus-Bertrand & Skerry, en 2022).

## Yachts classiques privés

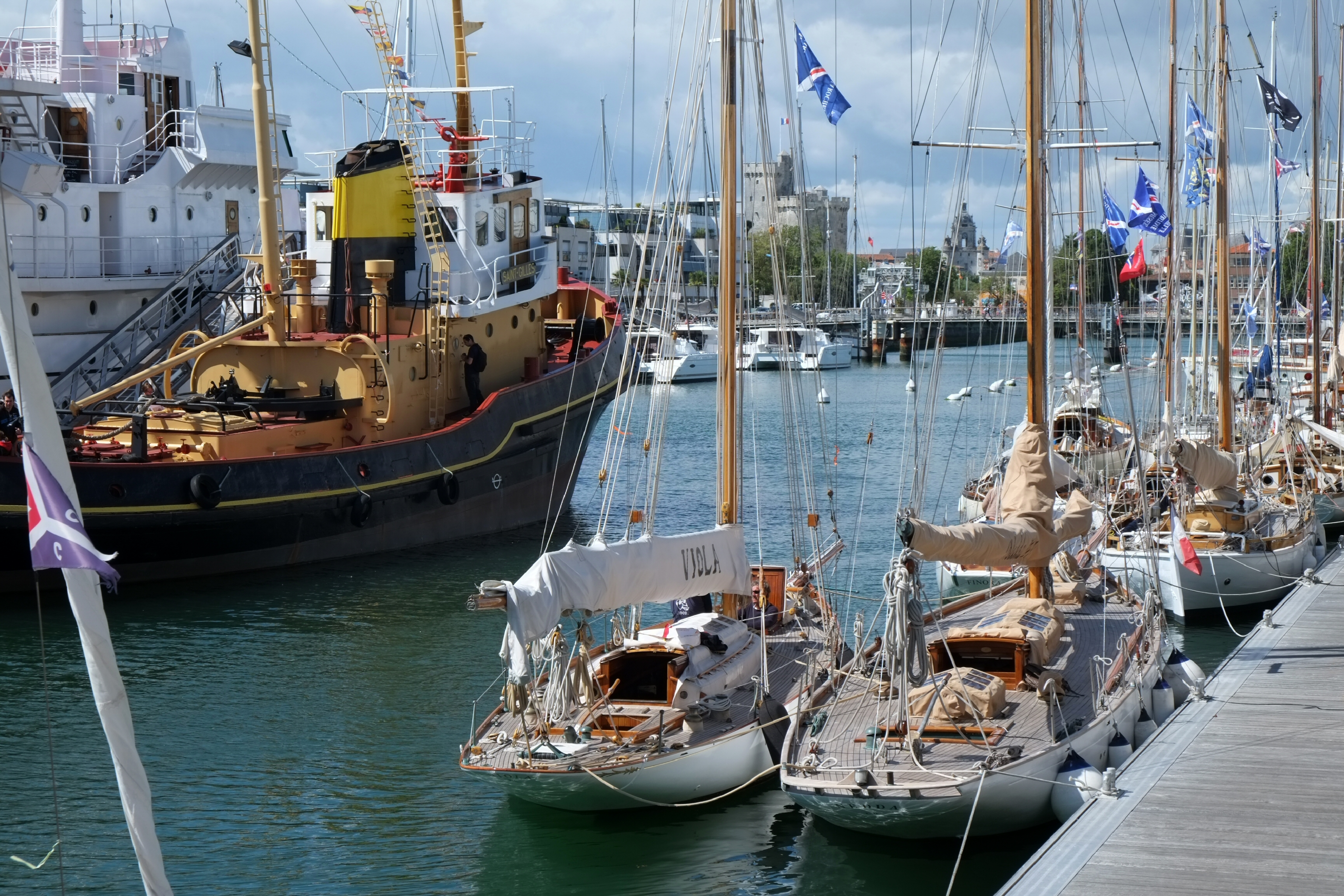
Vue partielle des yachts classiques.

De nombreux voiliers sont agréés par le Musée maritime pour être à l'attache proche de celui-ci. Ils bénéficient des avantages techniques du port pour les réparations et restaurations sur le Slipway...
Ainsi, quelques bateaux classés monuments historiques y sont présents comme :
- le Clapotis, ancien sloop baliseur de 1920,
- le Khayyam , cotre de 1939,
- le Sinbad, sloop de 1950....
- le Rose of Risør, cotre aurique (Plan Colin Archer) de 1931

### Notre Dame des Flots

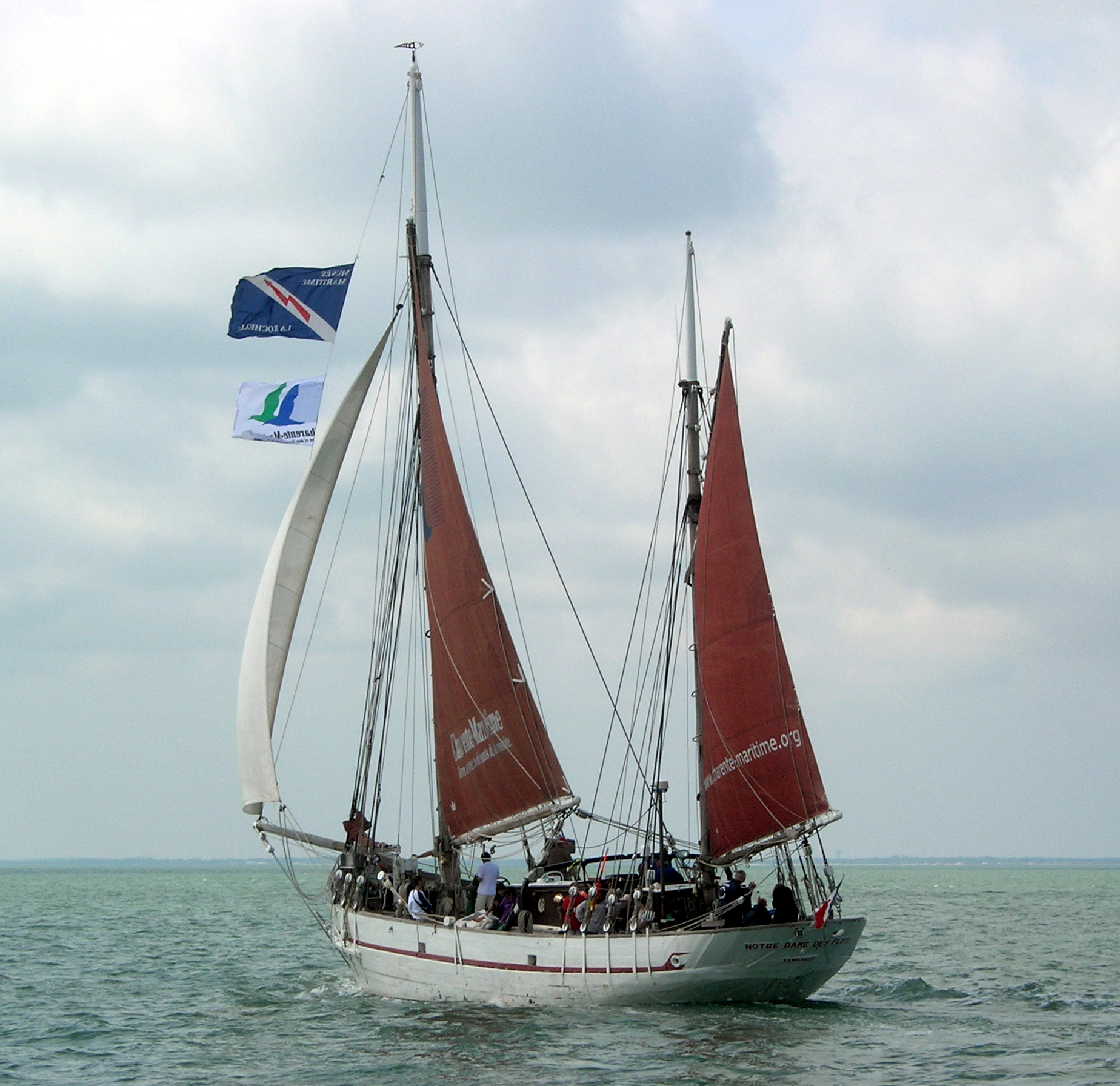
Notre Dame des flots.

L'un des voiliers remarquables de cette flotte est le Notre Dame des Flots est un ketch en bois, construit en 1942 pour la pêche en mer du Nord.
Il appartient, depuis 1976 à l'association « C'est pas la mer à boire » de La Rochelle qui l'a restauré et l'emploie en tant que voilier-charter.